# サン＝シェリ＝ドブラック
サン＝シェリ＝ドブラック （Saint-Chély-d'Aubrac）は、フランス、オクシタニー地域圏、アヴェロン県のコミューン。

## 地理
サン＝シェリ＝ドブラックは、オブラック高原のアヴェロン県側斜面に位置する。そこはロット川谷を南進したボラルド川渓谷（ロット川支流）の中である。Touzesという地名は、オック語で水源を意味するlas Doutzに由来する。
サン＝シェリ＝ドブラックは、第2地震帯（低震度）に位置している。
村には多くのハイキングコースがある。村は、サンティアゴ巡礼に向かう神秘的な旅路、GR65ハイキングコースが通る。
サン＝シェリ＝ドブラックと、小さな村落のオブラック（fr、現在はサン＝シェリ＝ドブラックの一部）は、ロット川谷につながるオブラック地方のアヴェロン県側にある、2つのかつての宿場である。我々は標高1300mのところにあるオブラック村落を出発し、7km行ったところで、標高800mのサン＝シェリ＝ドブラックに到着する。次にオブラック村落を発って、15km離れた標高400mのサン・コーム・ドルトへ向かう。

## 由来
地名は以下の形式をつうじて、資料で裏付けられている。S. Electi (1082年)、S. Elegii (1248年)、S. Eligii（1270年）、ラテン語のEligius (Éloi)である。ロゼール県のサン＝シェリのように、サンティレール（Saint Hilaire）の名前の解釈であるS. Yleri (1266年)を見つけることもできる。
オック語でのコミューン名はSanch Èli d'Aubracで、聖エロワから引用されている（教会の中に聖エロワ像がある）。しかしながら、筆記者による名前の誤読の結果、最初の単語にあったchは2番目の単語に変換され、今日の正式なフランス語の形式、Saint-Chély-d'Aubracとなっている。
フランス革命の間、コミューンはヴァレ＝リーブル（Vallée-Libre）と名乗っていた。

## 歴史

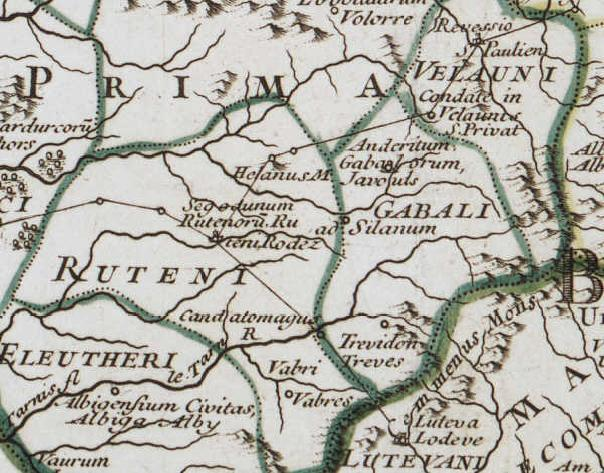
昔、オブラック地方の象徴とされていたエラニュス山の表記と、ル・ピュイの道が描かれている地図

サン＝シェリ＝ドブラックへの人の定住は、先史時代にさかのぼる。カステルヴィエル岩の近くで、紀元前3500年頃の磨かれた燧石、石斧、地面に埋まった杭が見つかった。GR65ハイキングコースは、この時代に古いローマ街道であるル・ピュイの道が通じており、ロット川渓谷に行くのに最も簡単な方法だった。
中世には村を取り巻く城壁が築かれたが、現在壁の痕跡は残っていない。オブラック近くで罠に落ちたアダラールが誓いをたてた物語が知られて以来、そこにオブラックのドムリー（fr、修道士たちが運営した修道会の共同体）とオブラック救護院ができた。サン＝シェリ＝ドブラックは巡礼のため、巡礼によって生かされてきたのである。
これはアダラールの冒険談の最も古い版（15世紀）である。
- 30人の騎士たちとともにコンポステーラからの帰途についていたアダラールは、夕暮れ時にオブラック地方を通り、森の奥深くの洞窟を見つけた時、彼は間違いなく一晩を安全に過ごせる場所を探していた。しかし、なんて恐ろしいこと！巡礼者たちは、そこに20人から30人の旅行者たちの切り落とされた頭を見つけたのだ。犠牲者はコンポステーラの巡礼者だけだった。キリストがその時姿を現し、アダラールに対し、この危険な場所に救護院をつくるよう頼んだ。アダラールは自らの巡礼を終えると、神の命令に従うべく一人でオブラックへ戻った。

## 人口統計
2016年時点のコミューン人口は538人で、2011年時点の人口より1.82%減少した。
| 1962年 | 1968年 | 1975年 | 1982年 | 1990年 | 1999年 | 2006年 | 2016年 |
| ------ | ------ | ------ | ------ | ------ | ------ | ------ | ------ |
| 820    | 726    | 606    | 556    | 547    | 532    | 546    | 538    |

参照元:1962年から1999年までは複数コミューンに住所登録をする者の重複分を除いたもの。それ以降は当該コミューンの人口統計によるもの。1999年までEHESS/Cassini、2006年以降INSEE

## 史跡
- ノートル・ダム・デ・ポヴル教会 - 11世紀から12世紀のロマネスク建築。歴史的記念物[8]。1082年にポンス・エティエンヌがマルセイユのサン・ヴィクトール修道院に寄進したものの中で、ベルヴェゼの下のサンテロワ（Saint-Éloi）の名で言及された。百年戦争中の1385年頃に火事にあい、鐘楼の役割を果たしている古い防衛用の塔の周りに、15世紀に再建された。
- ペルラン橋 - 中世、ボラルド川を渡るため架けられた。サンティアゴ・デ・コンポステーラの巡礼路である、ル・ピュイの道の途上にある。歴史的記念物[9]
- ボヌフォン塔 - 15世紀。ドムリーの修道士たちの穀物倉を守るために建設された。歴史的記念物[10]

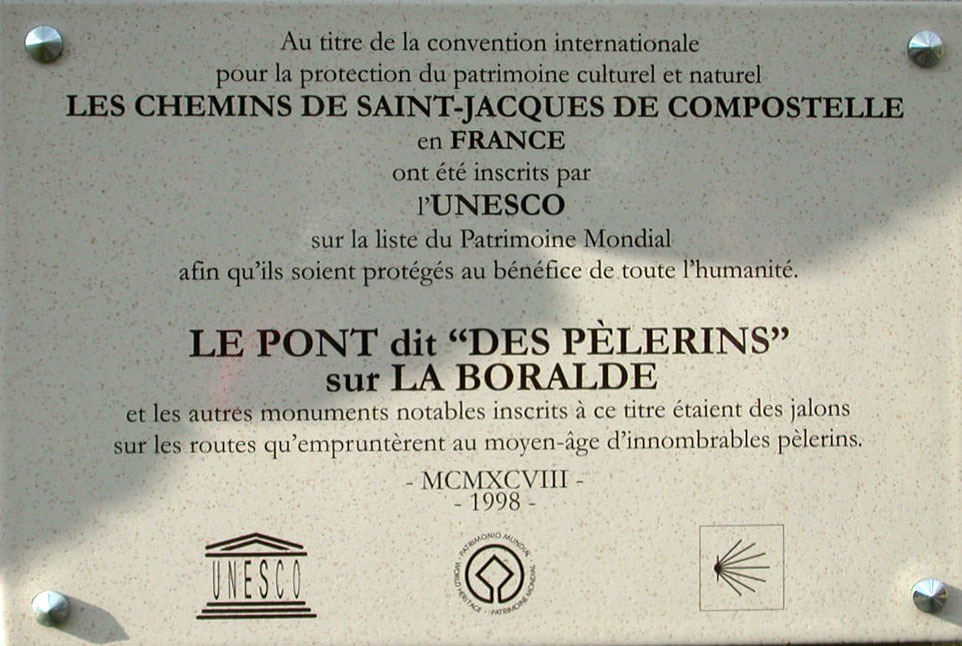
ユネスコのプラーク
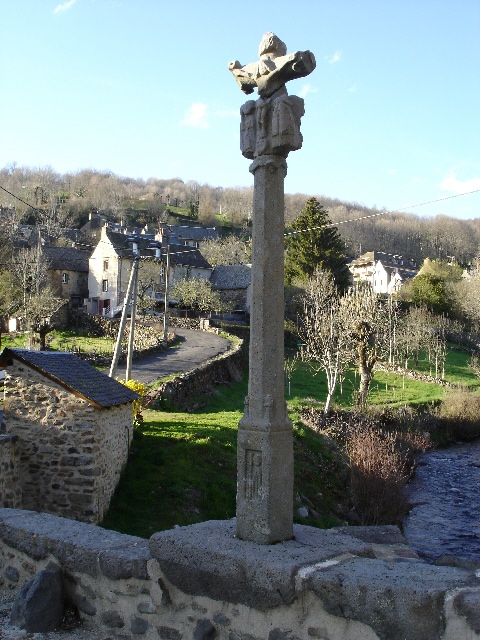
巡礼者の十字架
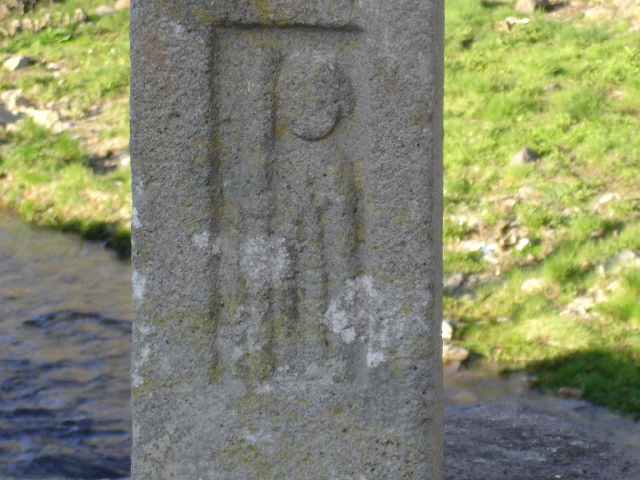
石に彫られた巡礼者像
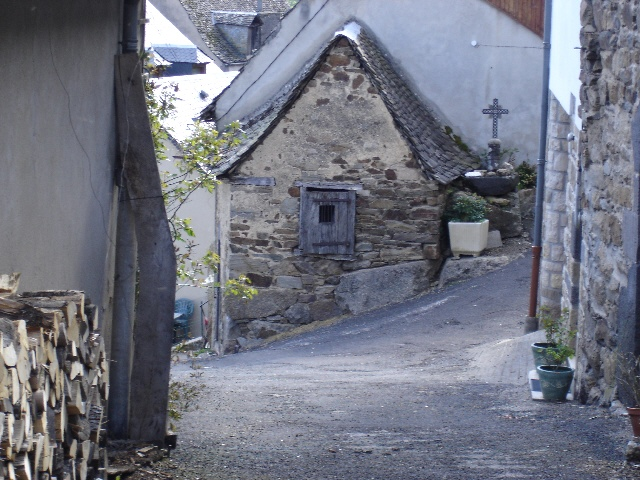
カサーニュの十字架
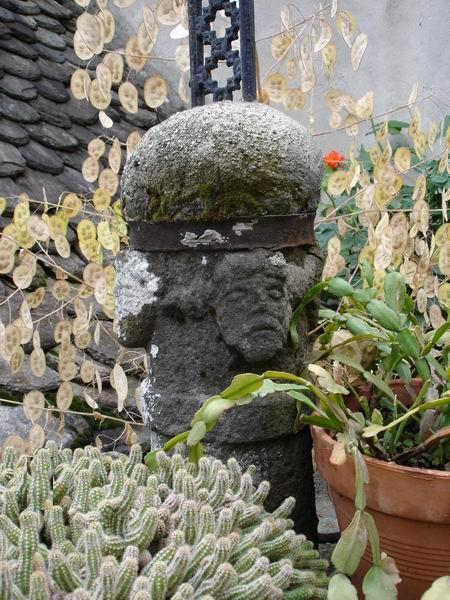
カサーニュの十字架の細部
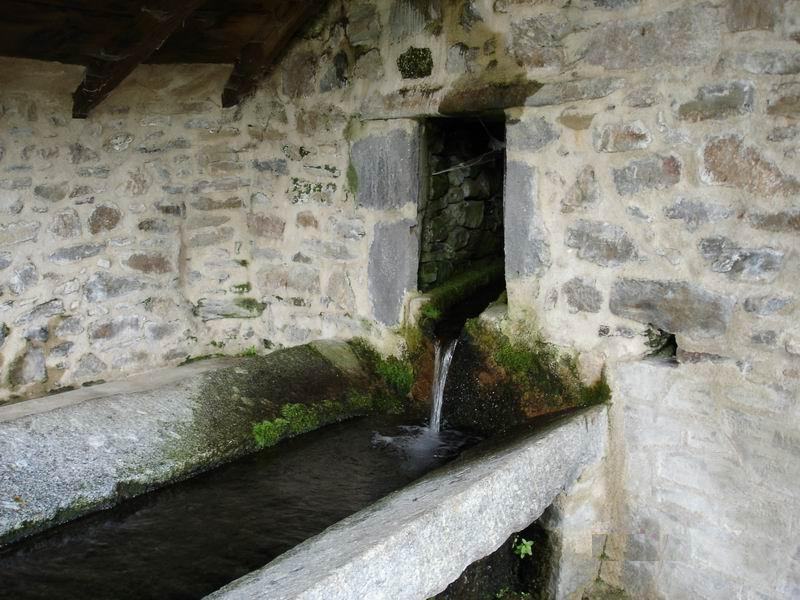
泉
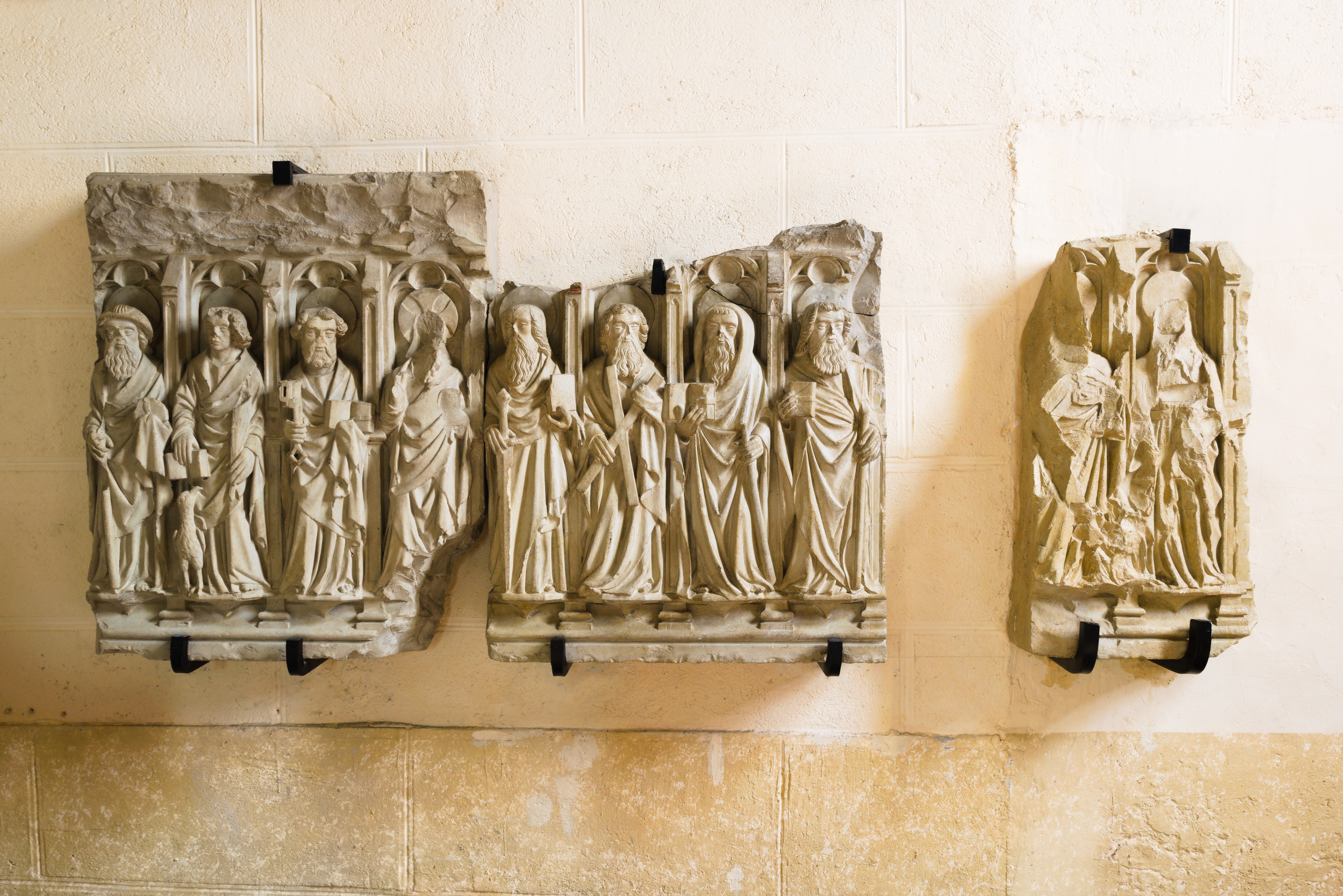
中世のレリーフ
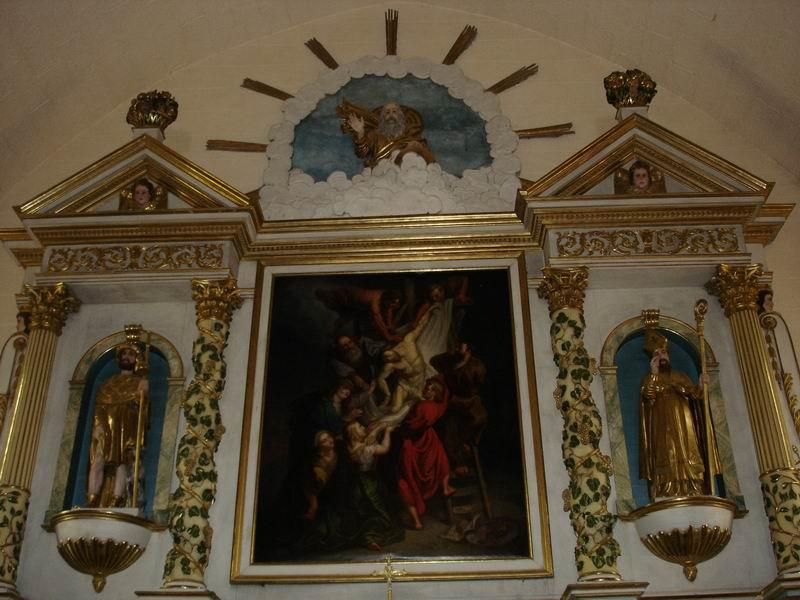
教会内部
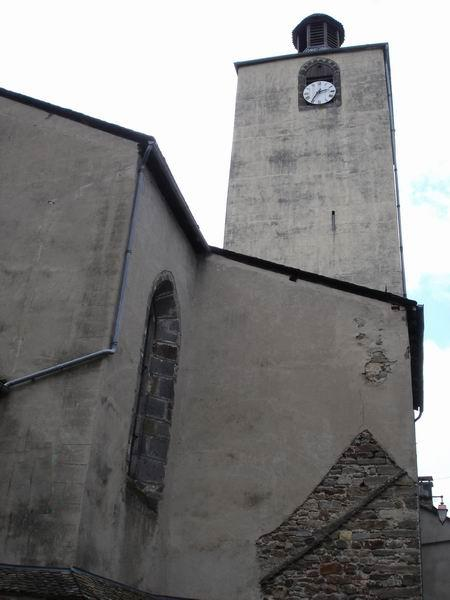
鐘楼
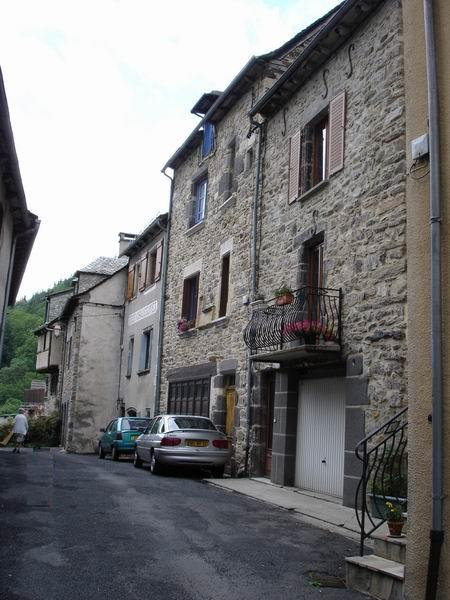
トラルフール通り
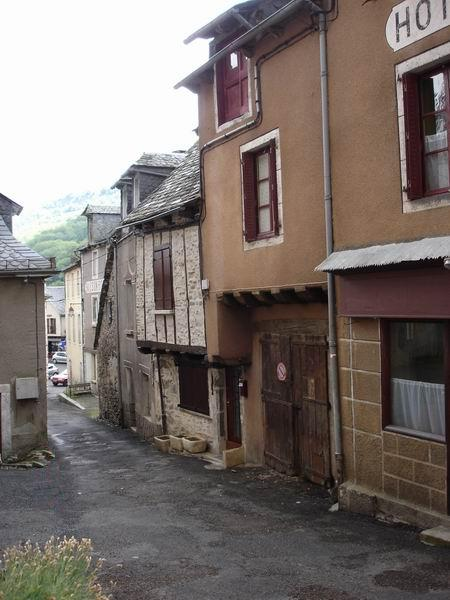
ラ・トゥール通り
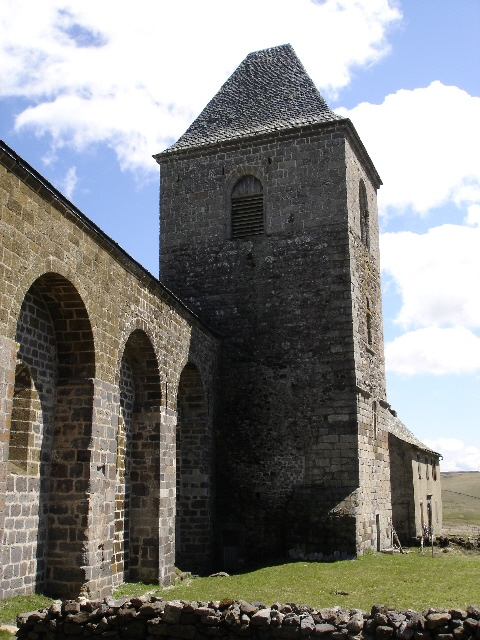
ドムリー・ドブラックの跡
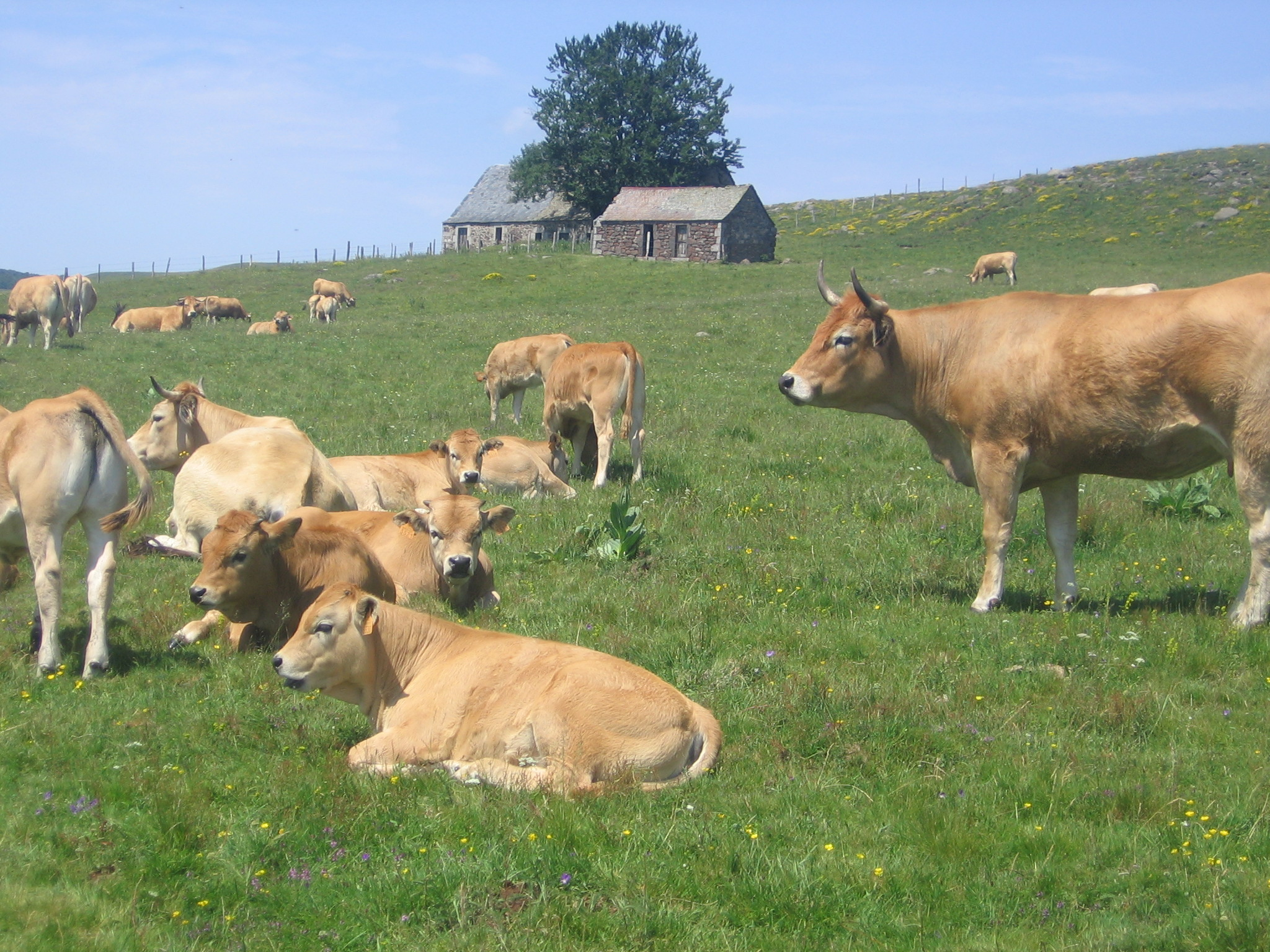
オブラック種のウシ
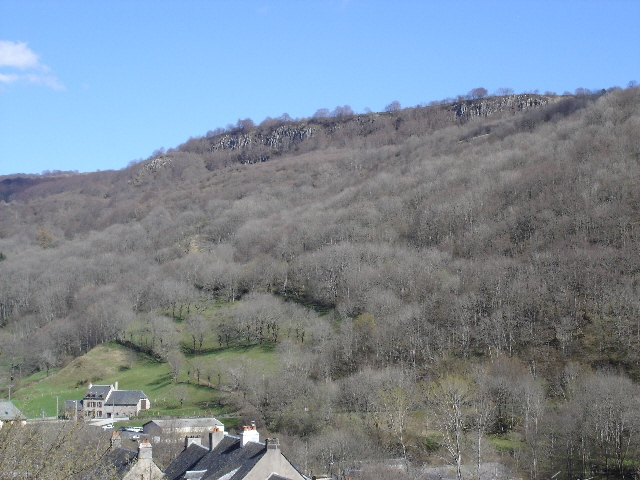
Les orgues de l'Estremaille.

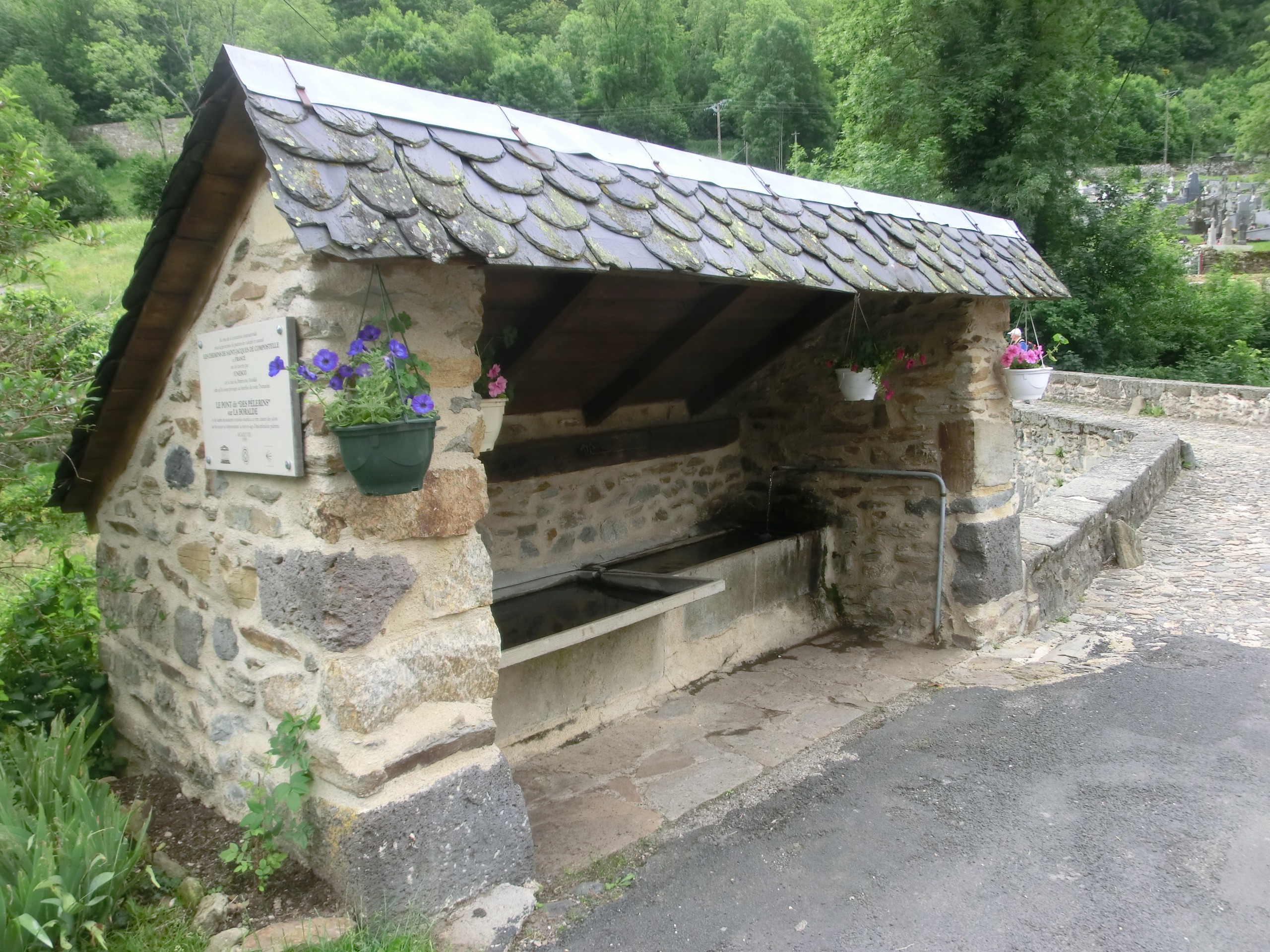
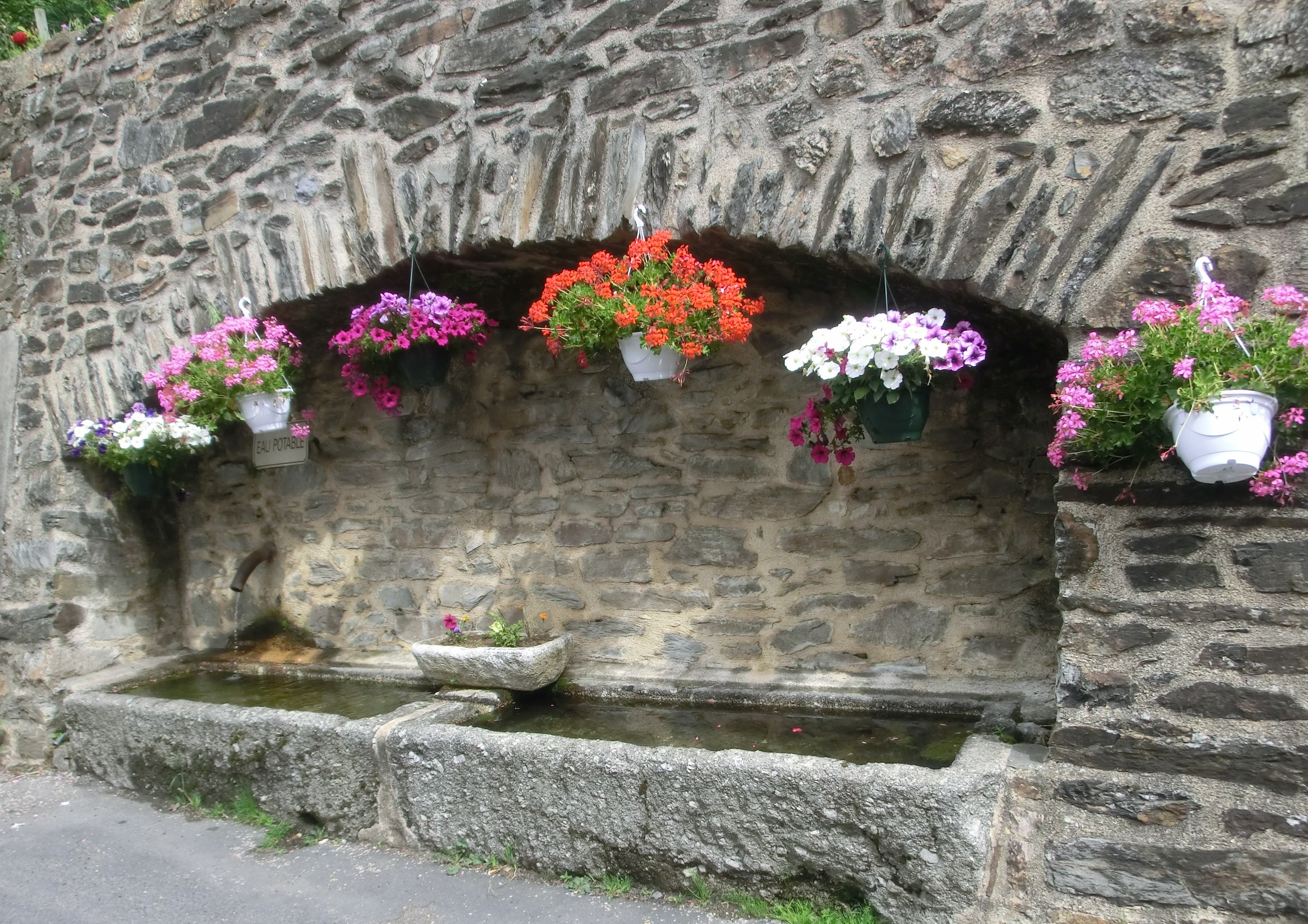
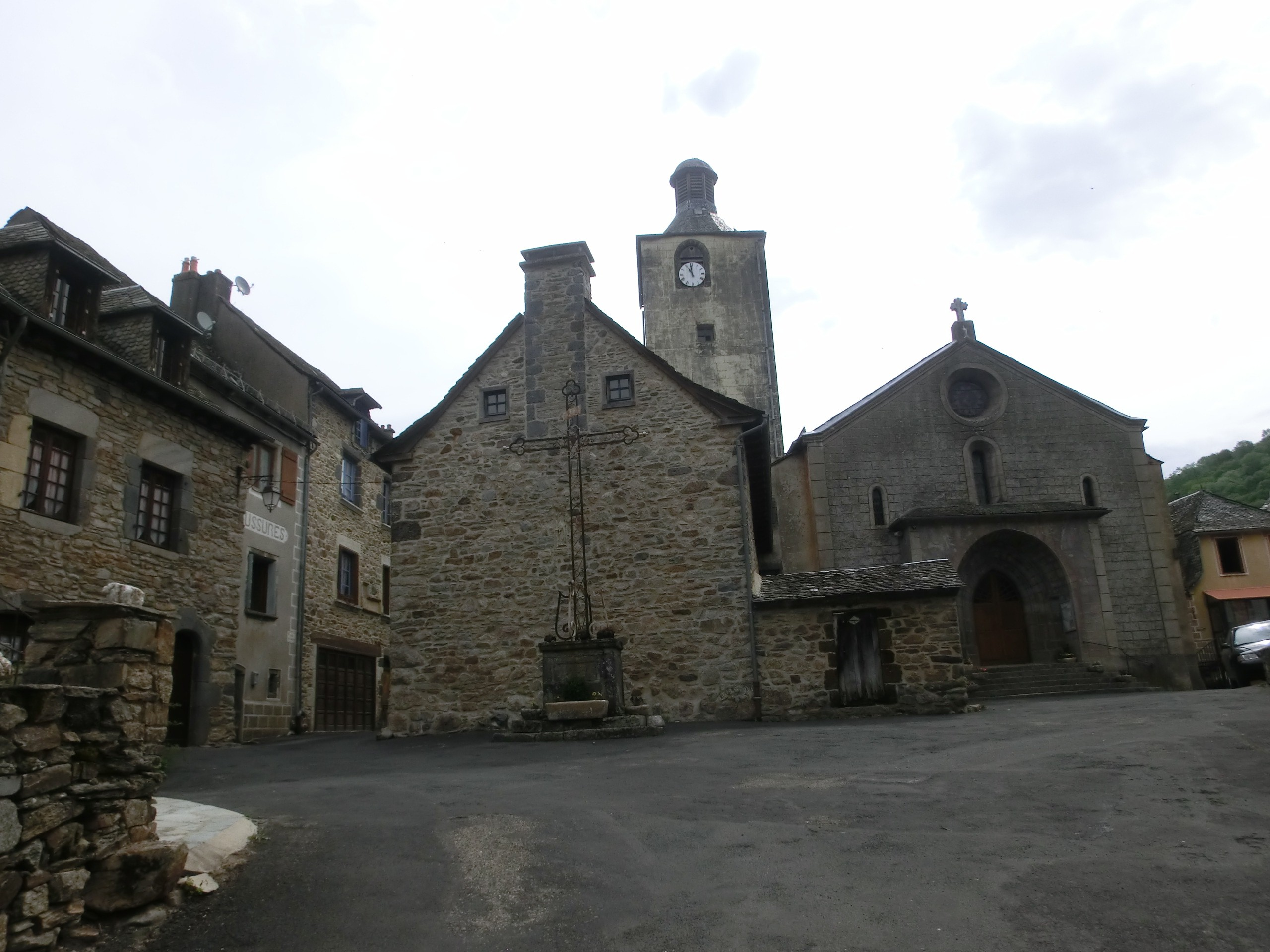
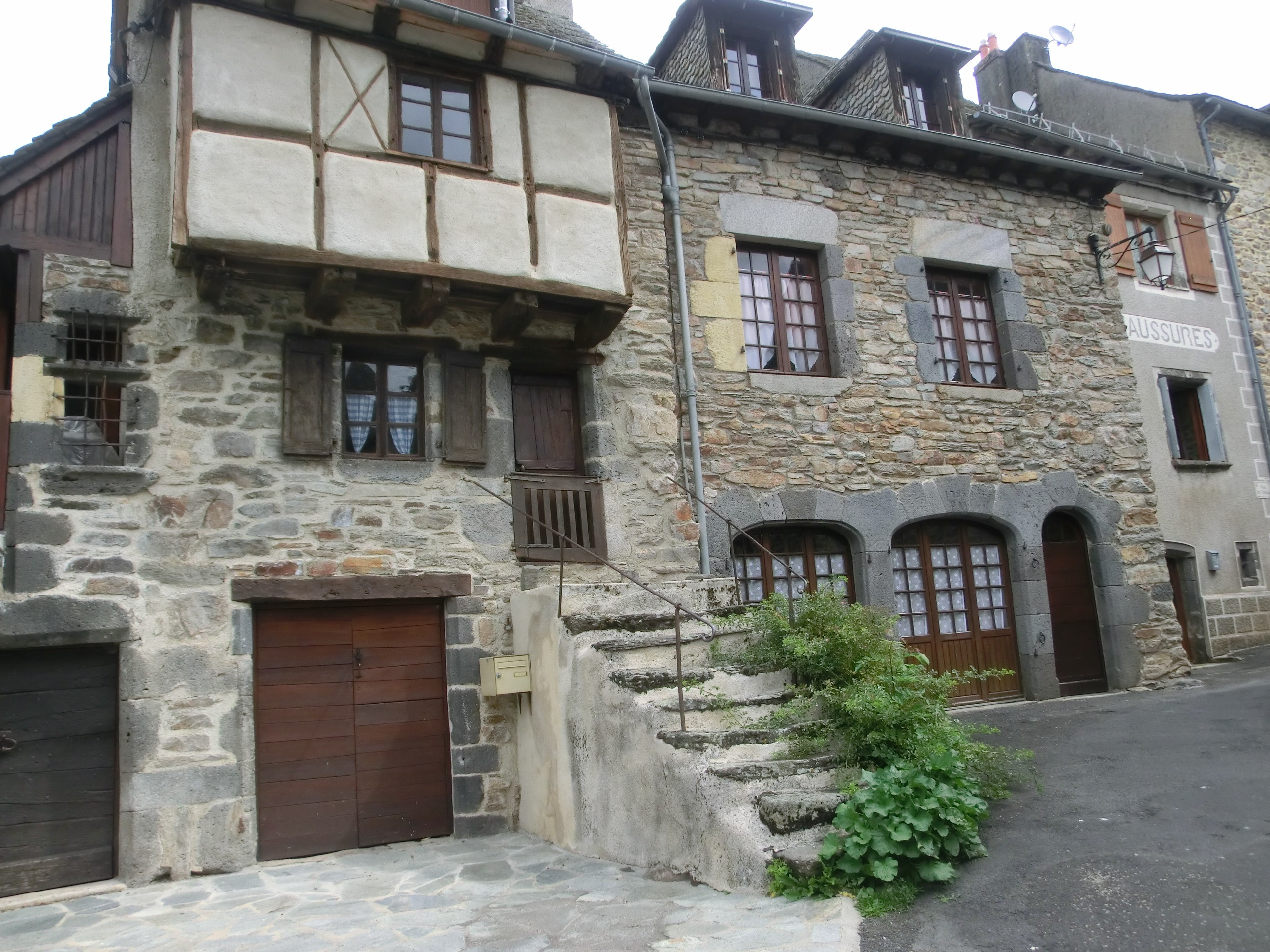
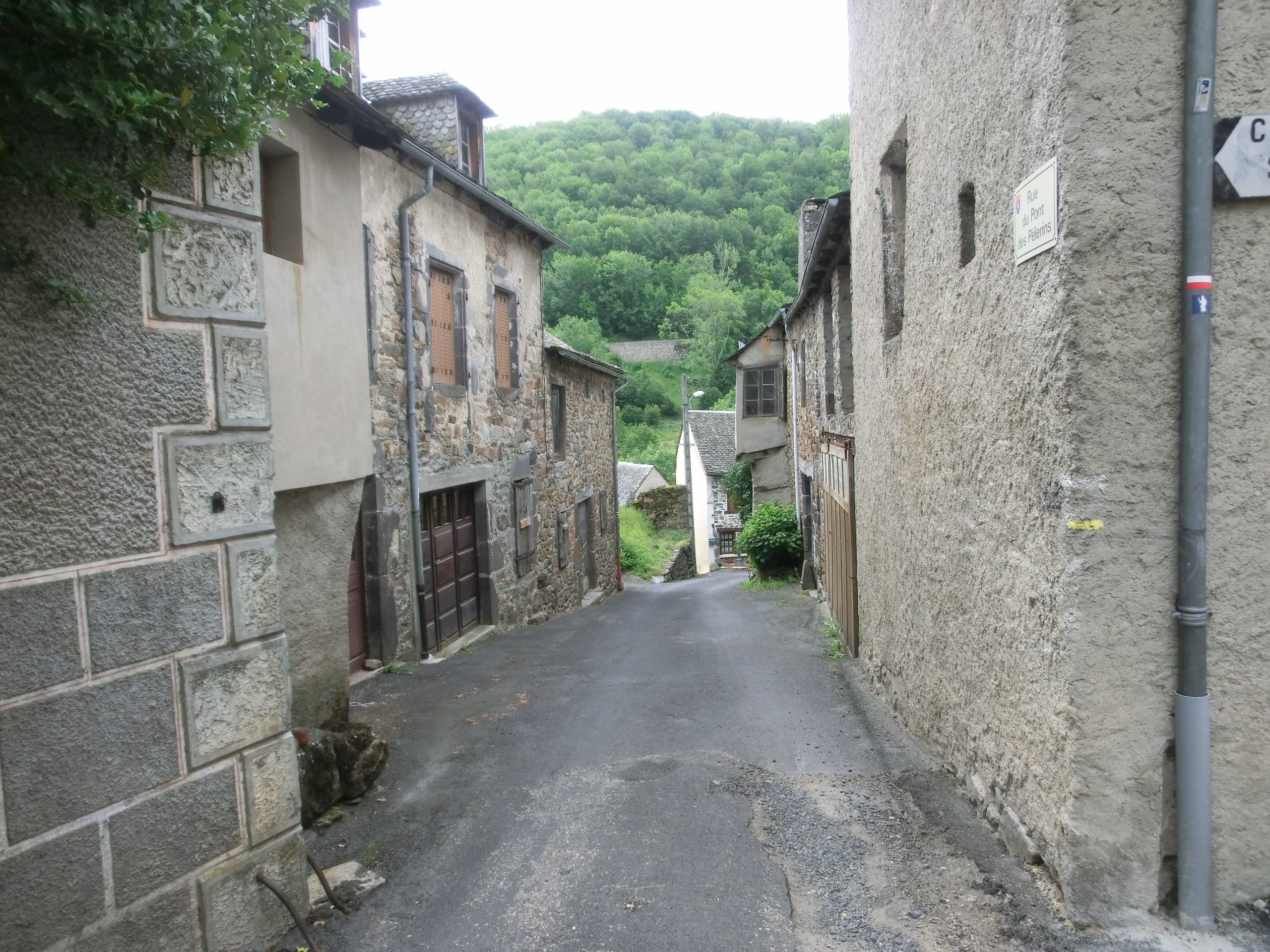
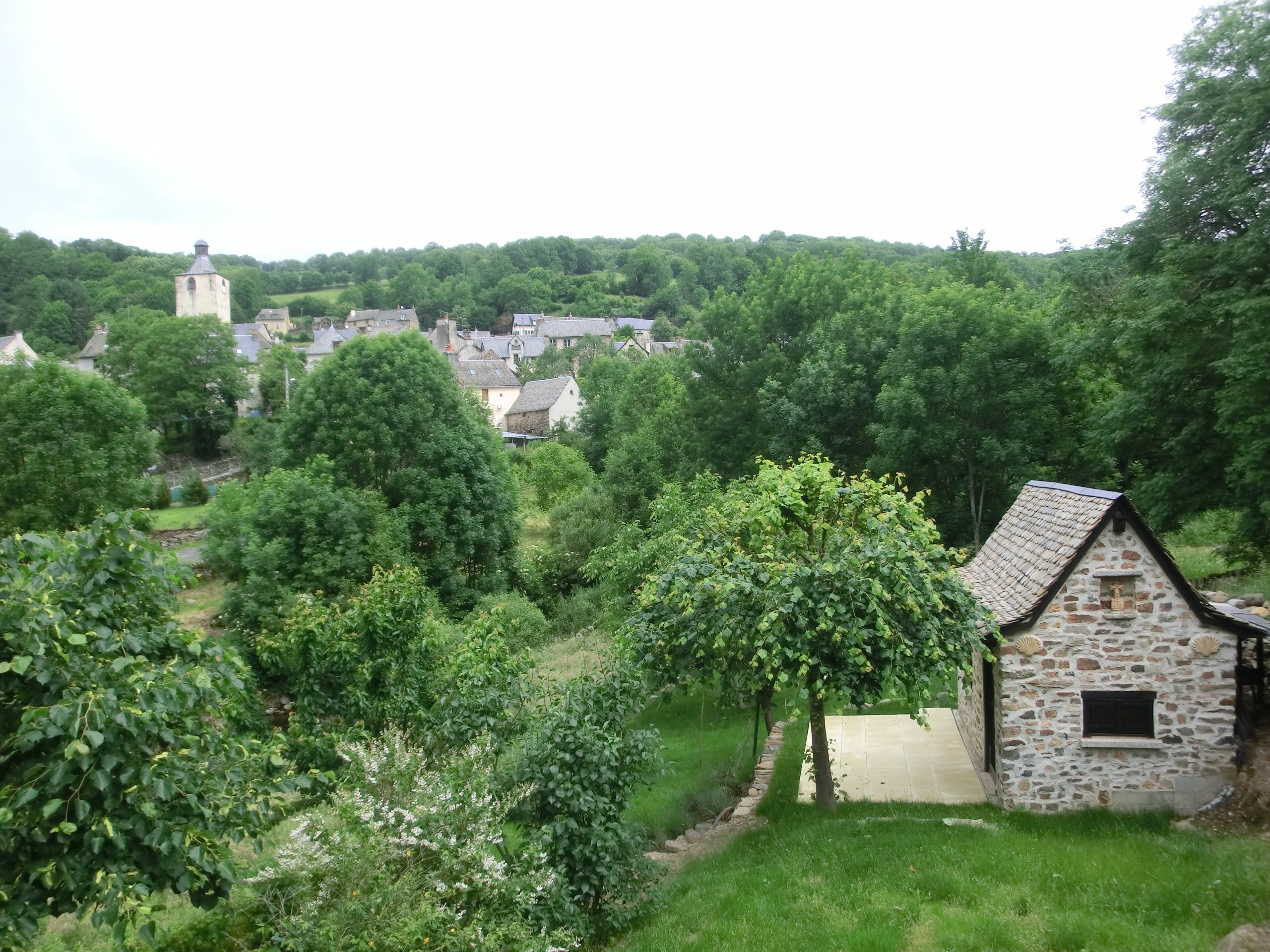

## 美食
- アリゴは、とても弾力の強い触感の、裏ごししたジャガイモとトム・フレッシュとを混ぜ合わせた料理である。20世紀最後の25年間に、中央高地の他の場所にも伝播した、オブラック地方（アヴェロン、カンタル、ロゼール）の特別な田舎料理である。特に、ブーニャ（fr）と呼ばれるオーヴェルニュ地方の農村部から都会に出稼ぎに出た人々により、さらにフランスじゅうに広まった。
- レトルティヤ（fr）は、ジャガイモ、トム・フレッシュ・ド・ラギオール（チーズ）で作られニンニクと塩で味付けした一品である。
- ラギオール（fr）は、オブラック高原のウシの生乳から作られた、非加熱のパテ・チーズである。